# Departamento de Mburucuyá
Departamento de Mburucuyá är en kommun i Argentina.   Den ligger i provinsen Corrientes, i den nordöstra delen av landet, 700 km norr om huvudstaden Buenos Aires. Antalet invånare är 9 012. Arean är 961 kvadratkilometer.
Terrängen i Departamento de Mburucuyá är mycket platt.
Trakten runt Departamento de Mburucuyá består i huvudsak av gräsmarker. Runt Departamento de Mburucuyá är det glesbefolkat, med 9 invånare per kvadratkilometer.